# NGC 5588
NGC 5588 este o galaxie spirală situată în constelația Boarul. A fost descoperită în 1 mai 1785 de către William Herschel. Se află la o distanță de 52,93 de megaparseci de Pământ.